# Carole Théberge
Pour les articles homonymes, voir Théberge.
Carole Théberge est une femme politique québécoise née le 14 décembre 1953 à Saint-Philémon. Elle a été la députée libérale de Lévis de 2003 à 2007.

## Biographie
Elle est diplômée du cégep de Lévis-Lauzon en 1973. Son expérience professionnelle l'a menée à travailler dans le marketing et les relations publiques.
Elle a été élue Reine du Carnaval de Québec de 1975.
Elle a été présidente de la firme Image Plus et directrice de commercialisation de la société du théâtre Capitole de Québec. Avant son élection en 2003, elle dirigeait sa firme de consultation et travaillait pour le Groupe Cossette Communication. Théberge était aussi conseillère municipale pour la ville de Lac-Saint-Joseph.
Elle a été présidente du Comité exécutif du Carnaval de Québec en 1998, présidente de la campagne de financement du Grand Village pour le Club Rotary de Québec en 1998 et coprésidente de la campagne Centraide en 2001. Elle a également été membre du conseil d'administration du Carnaval de Québec de 1998 à 2001, de Sports internationaux de Québec de 1998 à 2003 et de la Fondation du CHUQ de 1998 à 2003. 
Jean Charest lui confie le ministère responsable de la famille et des aînés. Elle a notamment pris en charge le dossier des Centres de la petite enfance (CPE).
Elle a été défaite à l'élection générale de 2007, le 26 mars, lorsque l'adéquiste Christian Lévesque l'emporte avec 7 287 voix sur son adversaire péquiste, Linda Goupil. Théberge finira en troisième position.
Deux jours après sa défaite électorale, lors du dernier conseil des ministres de l'ancien gouvernement, Carole Théberge prononcera devant les journalistes une phrase qui résumera bien l'amertume de sa défaite : «Les gens de Lévis vont s'ennuyer de moi».
Elle est récipiendaire, en 2005, de la Médaille de l'Assemblée nationale.
Le fonds d'archives de Carole Théberge est conservé à l'Assemblée nationale du Québec (P39). 

## Vie après la politique
En 2008, Carole Théberge est élue en tant qu'administratrice au sein du conseil d'administration de l'Amicale des anciens parlementaires du Québec. Elle est par la suite vice-présidente de cette organisation de 2010 à 2012, puis présidente de 2012 à 2014. Elle occupe le poste de présidente sortante de 2014 à 2016, alors que Michel Létourneau occupe la présidence. 